# Song of the Sirens
Song of the Sirens (estilizado como 回:Song of the Sirens) es el noveno EP del grupo surcoreano femenino GFriend. Fue publicado el 13 de julio de 2020 por Source Music y distribuido por kakao M. Contiene seis canciones e incluye el sencillo principal «Apple».

## Antecedentes y lanzamiento
El 17 de junio de 2020, se anunció que GFriend realizaría un comeback el 13 de julio con un nuevo miniálbum titulado 回:Song of the Sirens. Es su segundo lanzamiento de la serie «回». Al respecto, un medio reportó que «el grupo había terminado recientemente la grabación del video musical de su sencillo principal. Durante el rodaje, el equipo en el plató estuvo sorprendido por la impactante transformación de GFriend». Las preórdenes iniciaron el 22 de junio. Cuatro días después, se reveló el horario que se había planificado para la promoción del disco. El 28 de junio, se lanzó el video «A Tale of the Glass Bead: Butterfly Effect» a través del canal oficial de YouTube de Big Hit Entertainment. Posteriormente se publicó el primer conjunto de fotos conceptuales, denominadas «Broken Room». En cambio, las versiones «Titled» y «Apple» se lanzaron el 2 y 4 de julio respectivamente.
La lista de canciones se dio a conocer el 6 de julio. Dos días después, se reveló un adelanto de todo el álbum. El 10 de julio se lanzó el primer tráiler del video musical del sencillo «Apple» en la cuenta de Youtube de Big Hit. Mientras que el segundo salió dos días después. Finalmente, el EP se publicó el 13 de julio junto con el videoclip de «Apple».

## Producción y composición
Para este EP, varias integrantes se involucraron por primera vez en el proceso de composición y escritura de sus canciones. Tanto Yuju como Eunha colaboraron en la creación del sencillo principal «Apple» y en «Tarot Cards». Umji también participó en esta última pista, además de contribuir con la letra del tema «Eye of the Storm», en el que Yuju aportó como compositora.
La última pista del álbum, «Stairs in the North», está basada en una historia personal de SinB. En una entrevista con la revista ELLE, GFriend reveló detalles acerca de cómo conversó con su equipo acerca de su música, incluyendo sus reflexiones acerca del pasado, presente y futuro del grupo. La canción estuvo inspirada mayormente en los altibajos de sus vidas.

## Lista de canciones
| N.º   | Título                            | Escritor(es) | Productor(es)                                | Duración |  |
| 1.    | «Apple»                           | FRANTS, Pdogg, "hitman" bang, Hwang Hyun (MonoTree), Eunha, Hannah Robinson, Richard Phillips, Alex Nese, Chendy, Yuju, Noh Joo-hwan, Kim Jin (Makeumine Works), Gu Yeo-reum (Makeumine Works), Lee Seu-ran | FRANTS, Pdogg, "hitman" bang                 | 3:27     |  |
| 2.    | «Eye of the Storm» (눈의 시간)    | Alyssa Ayaka Ichinose, Mike Macdermid, Charlotte Churchman, David Brant, "hitman" bang, Umji, Lee Mi-seong (VoidheaD), Lee Seu-ran, Yuju, Kim Jin (Makeumine Works)                                         | Slow Rabbit, "hitman" bang                   | 3:41     |  |
| 3.    | «Room of Mirrors» (거울의 방)     | Noh Joo-hwan, Lee Won-jong, D.Ori, Steven Lee, Caroline Gustavsson, Kim Kiwi | Noh Joo-hwan, Lee Won-jong                   | 3:27     |  |
| 4.    | «Tarot Cards»                     | Jung Ho-hyun (e.one), Kim Yeon-seo, Sophia Pae, Val Del Prete, Son Ko-eun (MonoTree), Cho Yoon-kyung, Yuju, Eunha, Umji                                                                                     | Jung Ho-hyun (e.one)                         | 3:15     |  |
| 5.    | «Crème Brûlée»                    | Lee Woo-min "collapsedone", Justin Reinstein, Mayu Wakisaka, Lee Seu-ran | Lee Woo-min "collapsedone", Justin Reinstein | 3:17     |  |
| 6.    | «Stairs in the North» (북쪽 계단) | "hitman" bang, FRANTS | FRANTS                                       | 4:20     |  |
| 21:29 |                                   | |                                              |          |  |

## Posicionamiento en listas
| Listas (2019)        | Mejor posición |
| -------------------- | -------------- |
| Corea del Sur (Gaon) | 3              |